# Potâmio de Lisboa
Potâmio foi um bispo hispânico do século IV, e o primeiro bispo de Lisboa de que há registo.

## Biografia
Primeiro bispo de Olisipo (nome romano da atual Lisboa) de que há registo, Potâmio ocupa um lugar de complexa interpretação no contexto maior da discussão ariana. A sua data de nascimento é difícil de auferir, mas é possível estimar a data de início do seu bispado, algures entre 355-356. Não havendo data exata para a sua morte, é contudo possível colocá-la algures entre 360 e 382. É possível também que Potâmio fosse não só Ibérico, mas também lisboeta, dado que as comunidades cristãs desta região habitualmente elegiam os seus bispos entre os seus próprios cidadãos.
Participou, junto com Ósio de Córdova, no Concílio de Sirmio, assinando a Segunda Fórmula Ariana. As fontes diferem na informação prestada, mas há uma geral concordância nas suas posturas simpatizantes com o arianismo, ou até conversão ao mesmo -  algo que choca com as suas obras explicitamente nicénicas. No entanto, trata-se de um "momento histórico conturbado, onde por vezes se fundem dialética e política, tornando difícil uma análise transparente e desapaixonada dos acontecimentos" - debate-se se a alegada adoção ariana de Potâmio poderia advir de crença pessoal ou utilitarismo político.

## Lugar na Discussão Ariana
Potâmio redige, entre 325 e 359, respetivamente, as datas do Concílio de Niceia e do Concílio de Rimini, a Epistula ad Athanasium e a Epistula de Substantia Patris et Filii et Spiritus Sancti. Em ambas as obras, a grande preocupação é abordar a questão da substância divina fundamentando-se nos escritos bíblicos. Em ad Athanasium, é de seu concerne uma análise da própria definição de "substância", defendendo em derradeira instância que "a distinção de operações em Deus se deve fazer em função de uma ordem e não introduzindo uma cisão na unidade da sua natureza". A segunda epístola, de Substantia Patris et Filii et Spiritus Sancti, procura já analisar de que maneira é que a Trindade e Unidade se encontram em Deus - recorrendo fortemente à natureza argumentativa de Tertuliano. Pela maneira como são fundamentados e argumentados, a mensagem é claramente anti-ariana, condenando os hereges "para o Tártaro".

Afirma Paula Oliveira e Silva: 
Para o bispo de Lisboa, a unidade de naturezas, divina e humana, em Cristo está absolutamente fora de questão. Se há dificuldades, elas devem ser resolvidas tendo em conta a outra dimensão da pessoa de Cristo: o tempo. Quando, dirigindo-se expressamente à posição ariana e manifestando categoricamente a sua divergência, recorre ao texto onde se afirma a diferença entre o agir de Cristo histórico e do Pai - argumento de força e texto de recorrência habitual da frente ariana: Non veni opera mea facere, sed eius qui misit me Uo. 6, 38) - explicita que, em seu entender, é o tempo que está em causa, já que, por um lado, o Filho é dito depois do Pai e, por outro, o Salvador era então visto com corpo junto dos homens porque se revestira de corpo (cf. Ep. Ad Athan.; PL 8, 1416).
A posição inequivocamente ortodoxa de Potâmio choca com aquilo que os seus contemporâneos afirmam sobre este bispo lisboeta. 
O Libellus Precum ad imperatores Valentinianum, Theodosium et Arcadium afirma que Potâmio se converteu ao arianismo em 355/6 para obter uma quinta do imperador Constâncio II, mas faleceu antes de chegar à mesma. A validade desta notícia é disputada, com o caráter "tendencioso" das escrituras Luciferianas pondo em causa a veracidade do escrito - contudo, Marco Conti afirma que é possível datar a morte de Potâmio entre 360, quando se redige a Epistula ad Athanasium, e 383, data da publicação do Libellus.
Já Hilário de Poitiers afirma que Potâmio contribuiu para que o Papa Libério redigisse uma "fórmula doutrinal ambígua", e que o bispo olissiponense também redigiu a fórmula de Sírmio - embora este último dado seja de veracidade questionável.
Alcuíno, recorrendo a um trecho por ele escolhido da Ad Athanasium, menciona uma crítica levantada por Atanásio a Potâmio por este último considerar o Verbo - ou seja, o Filho - creatura. Possivelmente, terá sido escrita após o Concílio de Sírmio.

## Obras
Sobram, no total, quatro obras de Potâmio, duas homilias e duas epístolas. Existem publicadas em Latim e em Inglês.
- De Lazaro
- De Martyrio Isaiae Prophetae
- Epistula ad Athanasium
- Epistula de Substantia Patris et Filii et Spiritus Sancti

Transversal a estas obras é o latim característico de Potâmio, “artificial e barroco”, misturando expressões "poéticas, técnicas e vulgares, com frequentes imagens e descrições sensacionais": este bispo tem uma "tendência pessoal para o hiper-realismo o expressionismo". Dada a sua experiência espiritual particular, é possível que o seu estilo literário "extremo" seja um reflexo da pressão pessoal em que o autor se encontrava - a mistura de símiles e exemplos do quotidiano ou ciências naturais atinge, por vezes, um patamar que diverte do ponto original do seu argumento. Os autores cristãos desta cronologia demonstravam uma grande dificuldade em articular a tradição literária Bíblica com a retórica pagã - esse mesmo problema não surge nos escritos de Potâmio, dado que não há qualquer esforço do mesmo em conjugar as duas tradições. Antes, este bispo tende a colocar lado a lado a terminologia, enfatizando a sua diferença e criando termos para servir as próprias alegorias, tão fulcrais para os seus textos.
Durante muitos séculos as obras de Potâmio foram atribuídas a outros autores: De Lazaro chegou a estar atribuído quer a João Crisóstomo e Zenão de Verona, ao passo que De Martyrio Isaiae Prophetae foi atribuída somente a Zenão; e a Epistula de Substantia Patris et Filii et Spiritus Sancti esteve atribuída ao nome "Jerónimo".

### Epistula ad Athanasium
Esta epístola, de cariz profundamente doutrinário, apresenta uma série de refutações de Potâmio face aos argumentos arianos quanto à questão da substantia. Essencialmente, dividem-se em dois: que o Filho está abaixo do Pai; e que o termo "substantia" em si não pode ser aplicado devido estar ausente nas Escrituras. Potâmio contraria estas posições defendendo a consubstancialidade do Filho e do Pai, baseado em exemplos bíblicos.
Contra os adversários de Niceia e a fim de mostrar que o termo substantia faz sentido no contexto bíblico, Potâmio apresenta a passagem veterotestamentária que quer pôr em consonância com a Nova Aliança (cf. Ep. Ad Athan.; PL 8, 1418; Ep. De Subst., 1; PLS 1, 202). No entender de Potâmio, o logos profético de Jer., 9, 10 estaria em íntima conexão com a afirmação joanina da Unidade na Trindade, em 1 Jo, 5, 8.

### Epistula de Substantia Patris et Filii et Spiritus Sancti
Descrita como Marco Conti como a "suma da reflexão teológica e doutrinária do autor sobre o dogma trinitário", Potâmio regressa à questão da legitimidade do termo substantia; e afirma não só a unidade de substância, mas também de vontade e de ação entre Pai e Filho. A argumentação é reminiscente da presente em ad Athanasium, elaborada com ideias e metáforas mais desenvolvidas. Termina com a asserção de que Deus criou as partes do corpo humano como uma representação material da Trindade.

### De Lazaro
Homília em que Potâmio conta a narrativa da ressurreição de Lázaro, aplicando detalhes de precisão tal que certos investigadores levantam a questão do uso de fontes apócrifas - Marco Conti, no entanto, diz que até ao momento "não há nenhum texto apócrifo que inclua uma descrição precisa da ressurreição de Lázaro ou de qualquer um dos detalhes empregues por Potâmio". Também relevante em discussão, é a dúvida sobre a maneira como Potâmio se refere a Jesus: termos como Salvator e Dominus aplicados à figura de Jesus são comuns quer aos ortodoxos quer aos arianos, estes últimos interpretando um significado diferente na terminologia; e a presença da expressão de flebat Deus, que pode sublinhar a "natureza e psicologia humana de Cristo". Contudo, permanece um tópico sem unanimidade académica.

### De Martyrio Isaiae Prophetae
Nesta homília Potâmio conta a narrativa do martírio de Isaías, cujos detalhes permitem apontar o texto apócrifo "Ascensão de Isaías" como fonte para esta obra. Os pormenores do martírio em si - nomeadamente o serrar do profeta ao meio - podem ser interpretados como um alegoria para a clivagem que os arianos causaram no mundo cristão. O facto de Potâmio conhecer este texto apócrifo em si pode revelar um passado no seio ariano, que é, através desta obra e as demais, renunciado: textos de contemporâneos nicénicos revelam uma ignorância, ou pelo menos omissão, de "Ascensão de Isaías", levando certos investigadores a crer que este apócrifo era mais popular nos círculos arianos.